# Louise Leghait
Louise Leghait, geboren als Louise Félicité Julie Reynders (Brussel, 9 september 1821 – Parijs, 22 april 1874) was de eerste vrouwelijke amateurfotograaf in België. Ze signeerde haar werk met een opvallende ‘L’, waardoor ze ook Madame L. genoemd werd.
Vanaf november 1856 was ze lid van de Société Française de Photographie. In de zomer van dat jaar toonde ze haar werk op een grote kunstnijverheidstentoonstelling waar ook fotografie te zien was. De tentoonstelling was een daverend succes. In het Franse tijdschrift La Lumière schreef de kunstcriticus Ernest Lacan enthousiast over het werk van Madame L. Hij prees de charmante delicaatheid en de zeldzame perfectie van haar foto’s.

Waar andere vrouwelijke fotografen zich toelegden op portretten, maakte Leghait vooral foto’s van alledaagse scènes met de nadruk op landschappen en architecturale taferelen. Zes zoutdrukken (calotypie) van Leghait worden bewaard in de collectie van de Société Française de Photographie.